# キレネのシモン

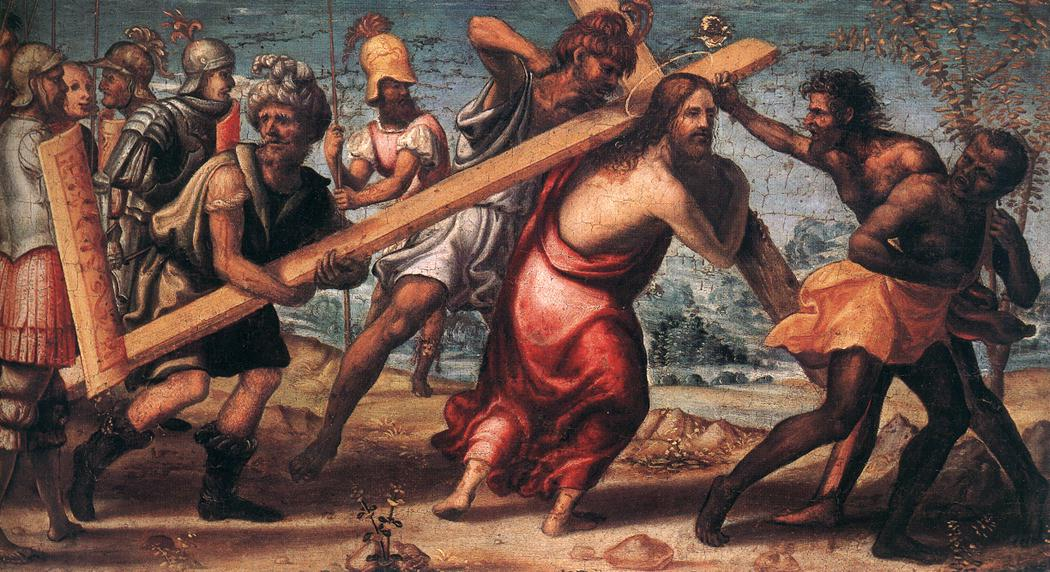
ソドマ作『ゴルゴタの丘への道』のキリストとキレネのシモン、(c.1510) ブダペスト美術館

キレネのシモン（Simon）は新約聖書の共観福音書に登場する男性。イエスの十字架を担いで歩いたことで知られる。
共観福音書すべてにその名が現れるシモンはキレネ（現代のアフリカ北部）の出身でエルサレムに巡礼に来ていたと思われる。そこで十字架を担って歩くイエスの姿を見る。イエスが力尽きたため、たまたまそこにいたシモンが兵士によって無理に十字架を担がされた。（マタイ27:32、マルコ15:21、ルカ23:26）
マルコ福音書にはシモンは「アレクサンドロとルフォスの父」であると記されていることから、シモンが後に教会の一員になったのではないかと見る向きもある。